# Nowe Biskupice (Słubice)
Nowe Biskupice [ˈnɔvɛ bʲiskuˈpʲit͡sɛ] (deutsch Neu Bischofsee) ist ein Dorf in der Gmina Słubice, in der polnischen Woiwodschaft Lebus. Es liegt 9 km östlich von Słubice (Dammvorstadt), 56 km südwestlich von Gorzów Wielkopolski und 74 km nordwestlich von Zielona Góra.